# Watten

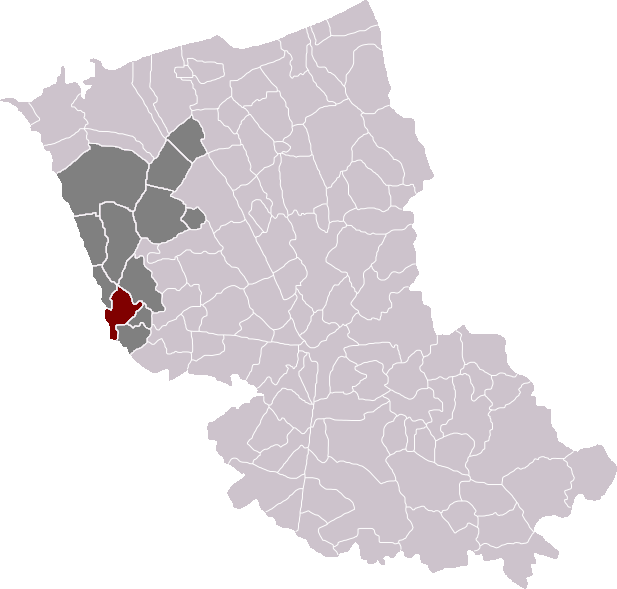
Localització de Watten

Watten (en neerlandès Waten, en flamenc occidental Woten) és un municipi francès, situat a la regió dels Alts de França, al departament del Nord, que forma part de la Westhoek. L'any 2006 tenia 2.730 habitants. Limita amb Holque, Millam, Serques, Éperlecques, Volckerinckhove i Wulverdinghe.

## Demografia
| 1962                                       | 1968  | 1975  | 1982  | 1990  | 1999  |
| ------------------------------------------ | ----- | ----- | ----- | ----- | ----- |
| 2.910                                      | 3.005 | 2.819 | 3.235 | 3.030 | 2.925 |
| Des de 1962: població sense dobles comptes |       |       |       |       |       |

## Administració
| Període   | Identitat          | Partit |
| --------- | ------------------ | ------ |
| 1953-1977 | Georges Fortry     |        |
| 1977-1983 | Roger Vandenberghe |        |
| 1983-2005 | Jean Marie Harlay  |        |
| 2005-     | Daniel Deschodt    |        |

## Personatges il·lustres
- Jean-Marie Gantois

## Galeria d'imatges

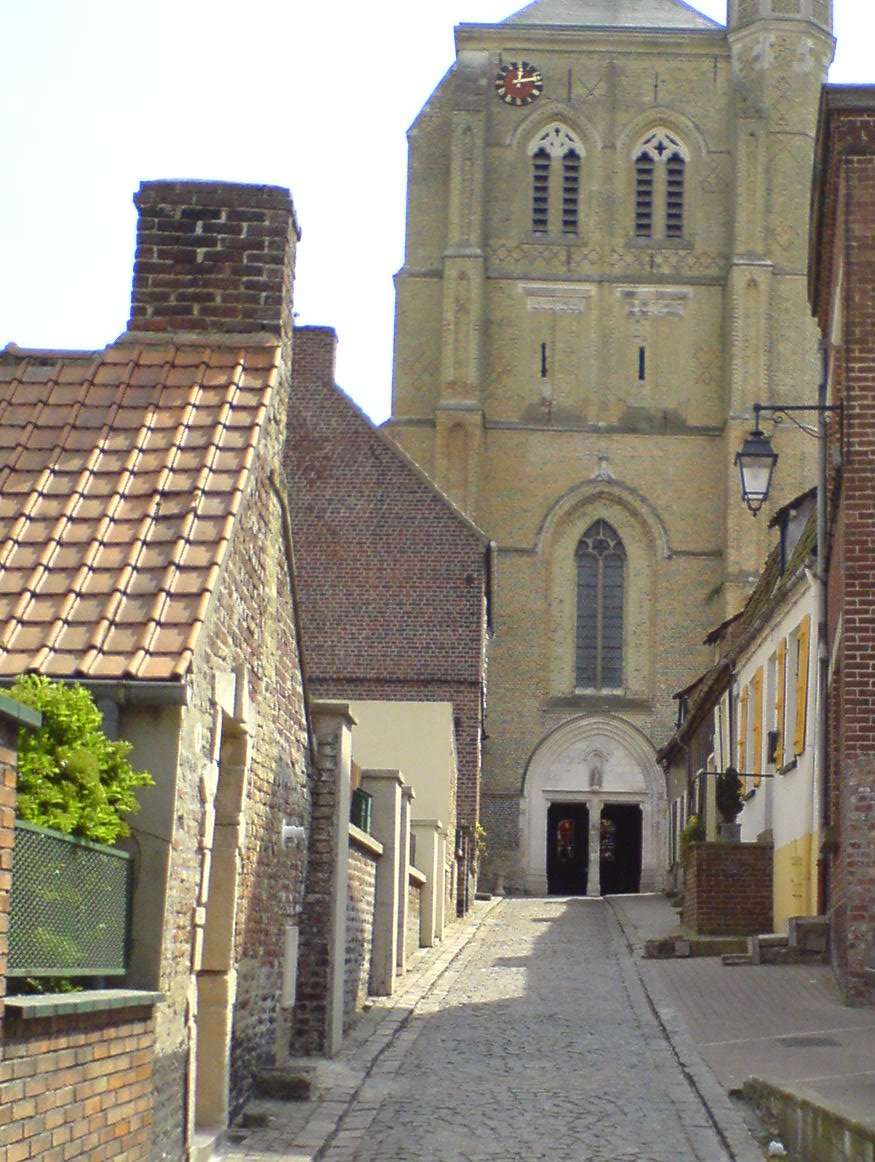
Rue de l'Eglise
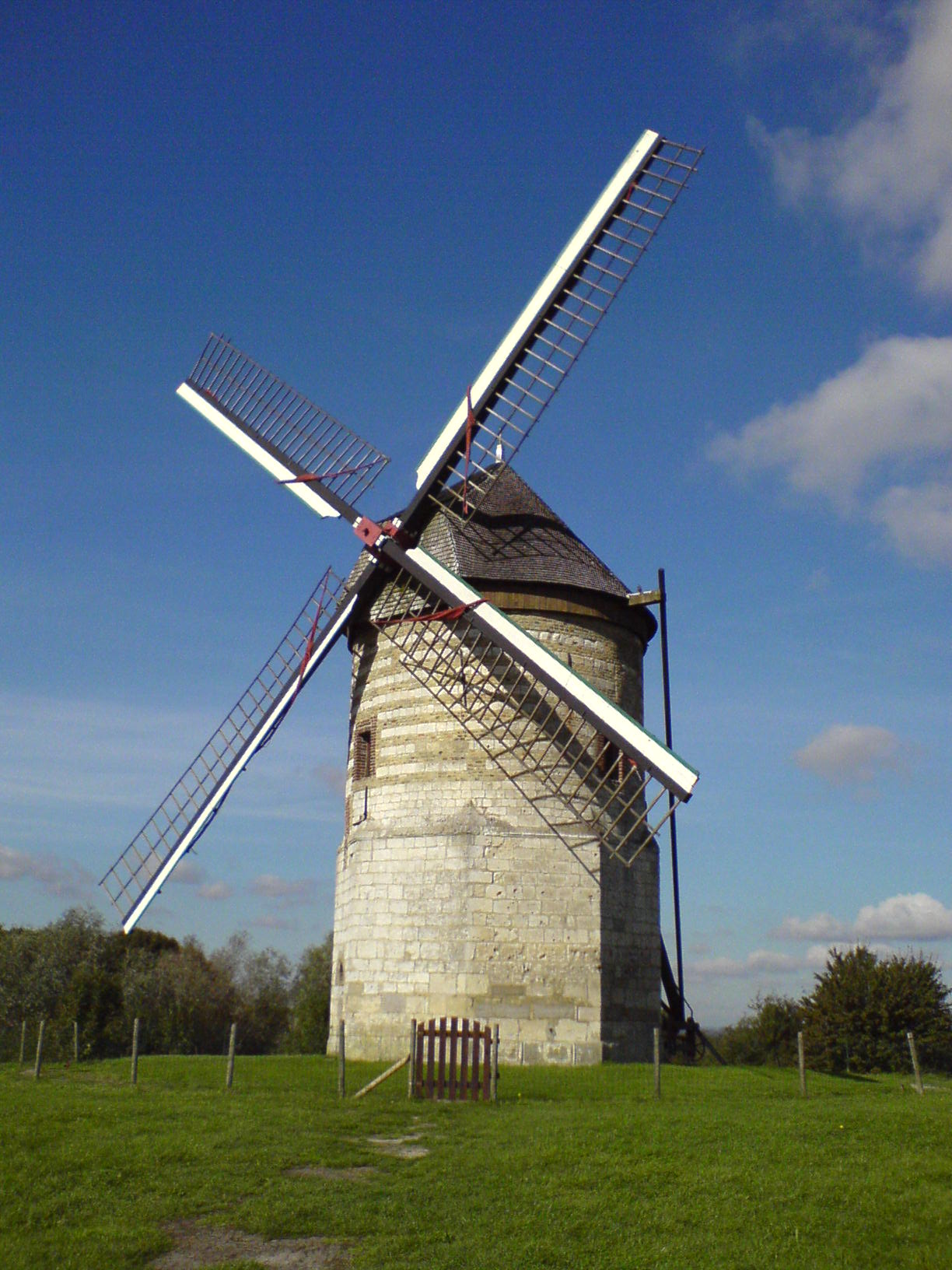
Molí de Watten
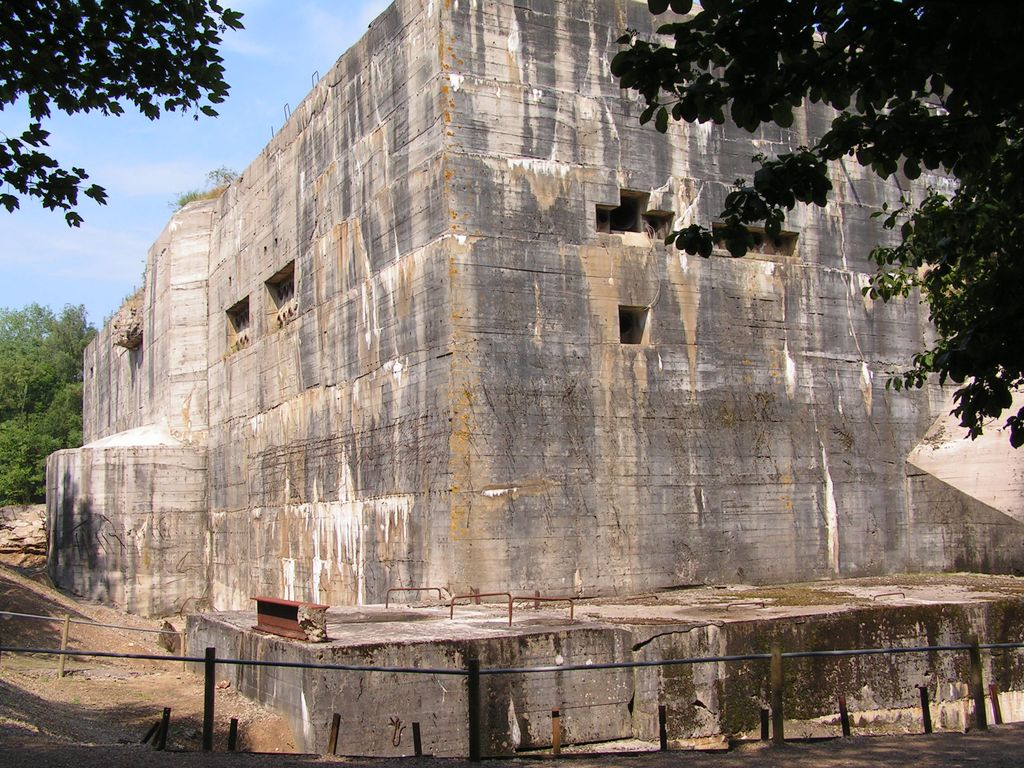
Blockhaus d'Éperlecques